# عبدویی
عبدویی، روستایی از توابع بخش مرکزی شهرستان کازرون در استان فارس ایران است؛عبدویی یکی از روستاهای کوهمره  می باشد. که دارای قومیت کرد می‌باشند و به زبان کردی تکلم می‌کنند.برخی هم بر این باورند که زبان آنها باز مانده از زبان باستانی و کهن ایران می باشد که برای یافتن دقیق این موضوع نیاز به کاوشهای زبان شناسی و گویش ها دارد. گستره ی این روستا از دشت برم تا دشت ارژن می باشد.  آب و هوای این روستا معتدل اما مناطق ییلاقی و سرحد این روستا دارای هوایی بسیار سرد ، زمستانی و پر برف می باشد. مذهب اهالی شیعه است. به احتمال قوی خاستگاه ساکنین روستای عبدویی فارس از طایفه عبدویی ایل شکاک می‌باشند.ایل شکاک دارای دو طایفه عبدویی و کاردار می‌باشد که خاستگاه اصلی آنان در چندین روستا واقع در سلماس و مرز ایران و ترکیه مانند بخش صومای برادوست می‌باشد. روستای عبدویی دارای طبیعت ییلاقی بسیار زیبا در مناطقی به نام کمسوز ،ساقی، دره، سرحد و پای آب در دامنه‌های کوه  چاه برفی ،تیری و قله چنگ ( مجاور دشت ارژن شیراز) می‌باشد که ساکنان این روستا در بهار و تابستان به این منطقه کوچ می‌کنند که در حال حاضر این کوچ نشینی کمتر مشاهده می‌شود. به احتمال قوی مردم این منطقه در زمان ساسانیان، کریمخان زند یا صفویه به استان فارس مهاجرت کرده‌اند از نقاط تاریخی و گردشگری این روستا می توان به جنگل‌های بلوط دشت برم،آتشکده، گورستان تاریخی و شیرهای سنگی،دست کند های سنگی برای تهیه شیره انگور ،چاه برفی و امامزاده پیر  کلخنگی اشاره کرد. 
اسامی سرحدهای عبدویی وچشمه های آن شامل ۱-دره (پاریو)    ۲-پای اب (اسم چشمه :آب شیخی )۳ -کمسوز (اسم چشمه :آب دلنی)۴-ساقی (چشمه:آب کله برت )۵- سرحد (چشمه :آب بهریدک وآب دره چنار ) می باشد. 

## جمعیت
این روستا در دهستان دشت برم قرار دارد و براساس  شاملسرشماری مرکز آمار ایران در سال ۱۳۸۵، جمعیت آن ۵۲۵ نفر (۱۲۳خانوار) بوده‌است.